# オロチョン自治旗
オロチョン自治旗（オロチョン-じちき）は、中国内モンゴル自治区フルンボイル市に位置する自治旗。地方政府は阿里河鎮にある。
オロチョン自治旗の成立は1951年、中華人民共和国成立後最初の少数民族自治旗である。旗名はオロチョン族からとられた。オロチョン族の人口はこの自治旗に約2,000人余り。今は漢族が88%を占めるが、エヴェンキ族、ダウール族、モンゴル族等21の民族が居住している。牧畜の他には天然資源が豊富なため鉱工業が盛んである。

## 行政区画
8鎮、2郷を管轄：
- 鎮：阿里河鎮、大楊樹鎮、甘河鎮、吉文鎮、諾敏鎮、烏魯布鉄鎮、宜里鎮、克一河鎮
- 郷：古里郷、托扎敏郷
- 大興安嶺管理局諾敏河農場、大興安嶺農場宜里農場、大興安嶺農場管理局扎賚河農場、大興安嶺農場管理局古里農場、ジャグダチ区、松嶺地区、大楊樹林業局、甘河林業局、克一河林業局、吉文林業局、阿里河林業局、大興安嶺農工商聯合公司、大興安嶺農場管理局東方紅農場、大興安嶺農場管理局欧肯河農場、大興安嶺林管局畢拉河林業局、大興安嶺林管局伊図裡河林業局、大興安嶺林管局庫都爾林業局、大興安嶺林管局烏爾其汗林業局

## 交通

### 航空
- ジャグダチ空港

### 鉄道
- 中国鉄路総公司
  - 富西線

（チチハル方面）- 大楊樹東駅 - 大楊樹駅 - 春亭閣駅 - 烏魯布鉄駅 - 朝陽村駅 - 訥爾克気駅 - 白樺排駅 - 加南駅 - ジャグダチ駅 - 松樹林駅 - 翠峰駅 - 小揚気駅 - 古源駅 - 大揚気駅 - 勁松駅 - 新天駅 -（漠河方面）
- - 伊加線

（伊図里河方面）- 庫布春駅 - 銀阿駅 - 克一河駅 - 莫冷閣駅 - 索図罕駅 - 甘河駅 - 吉文駅 - 鉄古牙駅 - 布蘇里駅 - 阿里河駅 - 斉奇嶺駅 - ジャグダチ駅

### 道路
- 国道
  - G111国道

## 観光
- 嘎仙洞：全国重点文物保護単位に指定されている洞窟。北魏を興した鮮卑民族の部族拓跋部の発祥の地とされている。